# IJsvereniging Groningen
De IJsvereniging Groningen (YVG) is een Nederlandse schaatsvereniging gevestigd te Groningen.

## Historie
De IJsvereniging Groningen, van oorsprong een hardrijvereniging, is een van de oudste schaatsverenigingen in Nederland. Zij werd opgericht in 1862 en stichtte in 1882 met 9 andere verenigingen de (Koninklijke) Nederlandsche Schaatsenrijders Bond (het predicaat Koninklijke werd pas later toegekend).
Tot aan 1969 beschikte de YVG over een natuurijsbaan in het Stadspark waarop menig nationaal kampioenschap en zelfs een wereldkampioenschap werden georganiseerd. Sinds de komst van de kunstijsbaan in het stadspark, die op de plaats van de oude natuurijsbaan was aangelegd, houdt de YVG zich actief bezig met het geven van trainingen en (in samenwerking met andere clubs) organiseren van langebaan- en marathon-schaatswedstrijden.
Na bijna een eeuw Stadspark is de kunstijsbaan verhuisd naar de andere kant van de stad, naar een locatie tussen Beijum en Lewenborg.
Sinds oktober 1993 heeft de club onderdak in sportcentrum Kardinge.